# Rotbühl
Der Rotbühl im Naabgebirge ist mit 673 m ü. NHN die höchste Erhebung im bayerischen Landkreis Amberg-Sulzbach und der mittleren Oberpfalz in Deutschland.
Auf dem Rotbühl befindet sich der 127 Meter hohe Sender Amberg, der weithin sichtbar ist. Rund um den Sender befindet sich auch ein Skilanglauf-Zentrum, in dem nationale und internationale Skiveranstaltungen stattfinden.

## Geographie

### Geographische Lage
Der Rotbühl liegt im Gebiet der Gemeinde Schnaittenbach.

### Naturräumliche Zuordnung
Der Rotbühl liegt im westlichen Naabgebirge, dem westlichsten Ausläufer des Oberpfälzer Waldes. Die naturräumlichen Haupteinheitengruppe, zu der der Rotbühl gehört, ist der Oberpfälzisch-Bayerische Wald.
Die Einzelblätter 1:200.000 zum Handbuch der naturräumlichen Gliederung Deutschlands gliedern das Gebiet folgendermaßen:
- 40 Oberpfälzisch-Bayerischer Wald
  - 401 Vorderer Oberpfälzer Wald
    - 401.3 Südwestlicher Niederer Oberpfälzer Wald
      - 401.39 Naabgebirge
        - 401.392 Westliches Naabgebirge[2][3]

## Wirtschaft und Infrastruktur

### Wintersport
Am Rotbühl befindet sich ein Skilanglauf-Zentrum, das der SC Monte Kaolino Hirschau betreibt. Da dieses Wintersportgebiet künstlich beschneit wird, gilt es als eines der schneesichersten Langlaufzentren in ganz Nordbayern. Deshalb finden hier auch nationale und internationale Skiveranstaltungen statt. In der Vergangenheit waren dies bspw. die Deutschen Skilanglauf-Meisterschaften 2011 oder die Nordischen Skispiele der OPA 2013. 
Zusätzlich war in der Vergangenheit noch eine Skisprungschanze am in Südhang Richtung Freudenberg geplant, welche aber bisher nicht realisiert wurde.
Das Angebot wird ergänzt durch drei Schlepplifte in der näheren Umgebung. Zwei davon sind am Buchberg jeweils in der Nähe von  Sitzambuch und Mertenberg zu finden. Ein dritter befindet sich am Johannisberg im Gemeindegebiet Freudenberg.

### Sender Amberg
Auf dem Rotbühl betreibt die Deutsche Funkturm, Tochterfirma der Deutsche Telekom AG, den Sender Amberg, auch als Funkübertragungsstelle Hirschau 1 bezeichnet, für digitales Fernsehen (DVB-T) und UKW-Hörfunk. Als Antennenträger wird ein 127,6 m hoher, abgespannter Stahlfachwerkmast verwendet. Das Fundament des Senders befindet sich auf 667 m ü. NN.

## Triva
Das einstige Projekt, die Gemeindeverbindungsstraße zwischen Hirschau und Freudenberg in einen Tunnel durch den Rotbühl zu führen, wurde nicht realisiert.